# Frontière entre l'Alabama et la Géorgie
La frontière entre l'Alabama et la Géorgie est une frontière intérieure des États-Unis délimitant les territoires de l'Alabama à l'ouest et de la Géorgie à l'est.
La partie sud de son tracé épouse le cours de la rivière Chattahoochee.

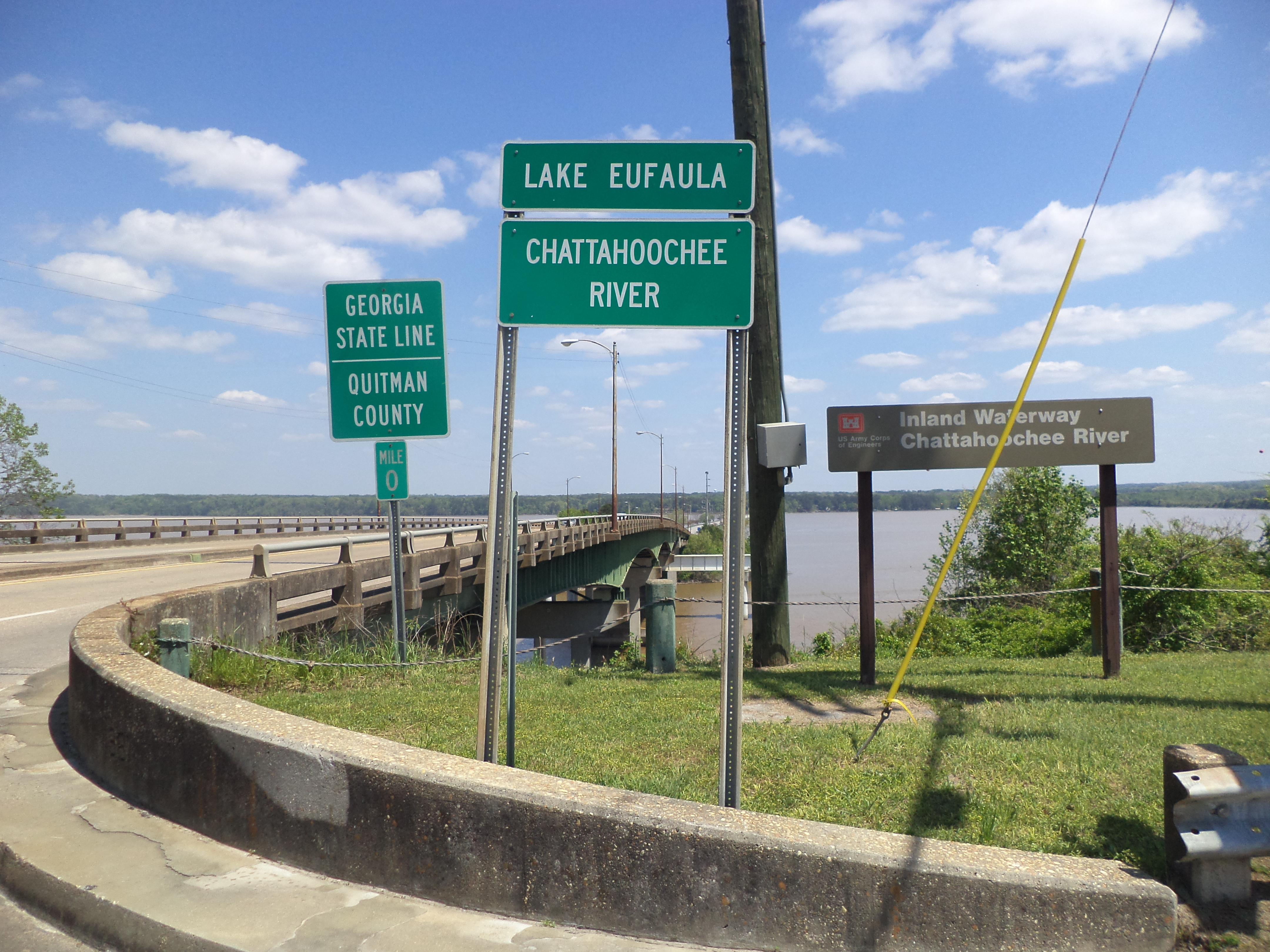
Entrée en Géorgie depuis l'Alabama en traversant la rivière Chattahoochee.